# El Cabanal
El Cabanal es una aldea de la parroquia de Linares del Acebo, en el concejo asturiano de Cangas del Narcea (España).
Está situado en la sierra del Acebo a 900 m de altitud, dista 12 km de la capital del concejo. Bornazal, Medeo y Castro de Sierra son las localidades más próximas por carretera. Al sur limita con el parque natural de Fuentes del Narcea, Degaña e Ibias.
Cuenta con una sencilla capilla de estilo rústico bajo la advocación de San Martín, cuya festividad se celebra el 11 de noviembre.
- Datos: Q5821099